# Roman Rosdolsky

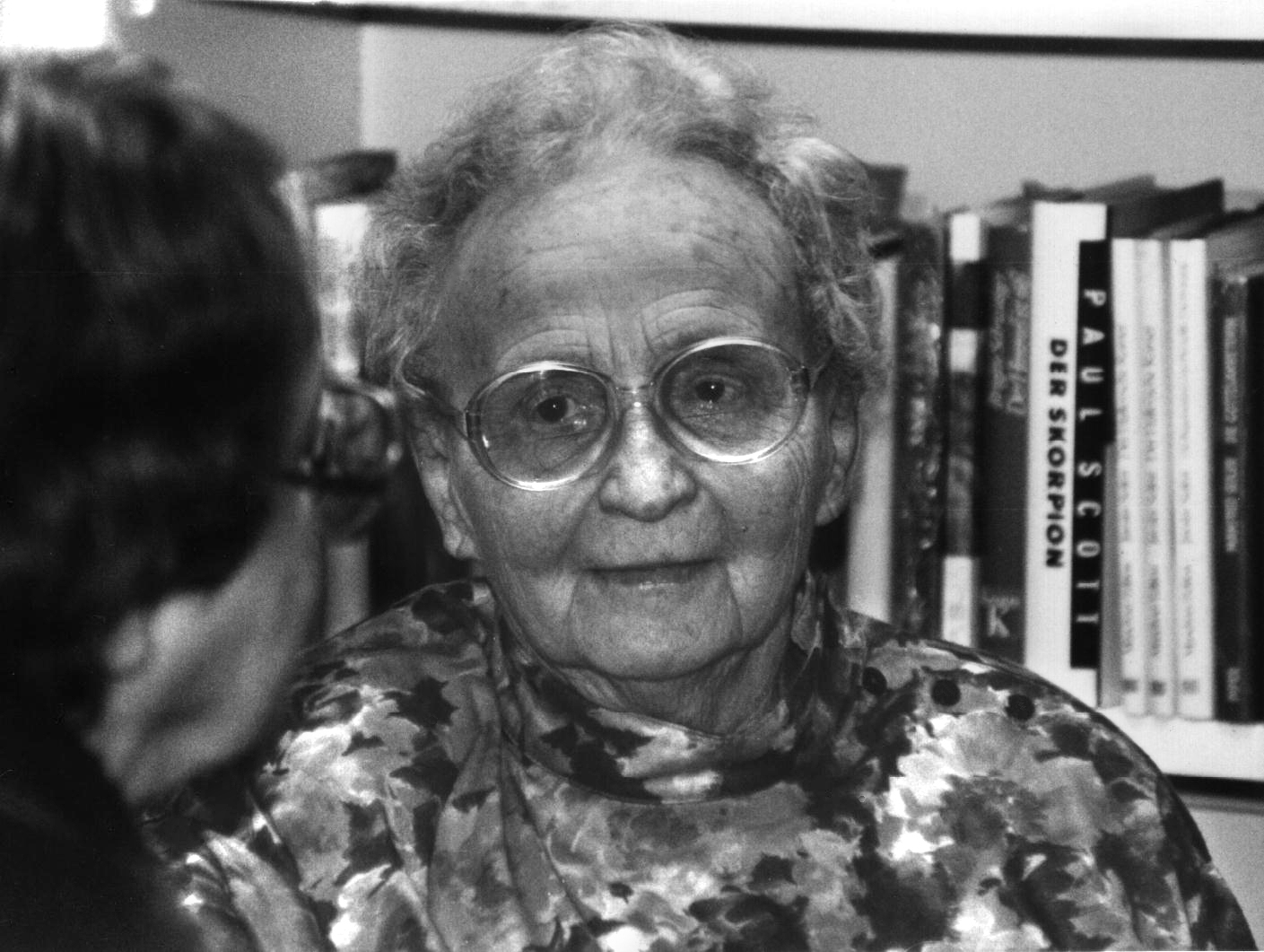
Emily Rosdolsky, esposa de Roman Rosdolsky.

Roman Osipovich Rosdolsky (en ucraniano: Рома́н О́сипович Роздо́льський Roman Osipovič Rozdol's'kyj) (Lemberg, 19 de julio de 1898 - Detroit, 20 de octubre de 1967) fue un destacado erudito, historiador y teórico político marxista trotskista ucraniano. El libro de Rodolsky The Making of Marx's Capital se convirtió en un texto fundamental en el redescubrimiento de la crítica de la economía política de Marx. Además de influir posteriormente en diversos estudiosos de la obra de Marx como Moishe Postoney Robert Kurz.

## Biografía
Roman Rosdolsky nació en Lemberg (Lviv) en Galicia, en aquella época en el imperio austrohúngaro, ahora en Ucrania, y murió en Detroit, MI (EE. UU.). El padre de Rosdolsky, Osyp Rosdolsky, fue un teólogo, filólogo, etnógrafo y traductor ucraniano de cierta reputación. El tío de Roman era el compositor ucraniano Danylo Rosdolsky. Ambos abuelos de Roman eran sacerdotes de la Iglesia greco-católica y conocidos partidarios de la independencia de la nación ucraniana. Ivan Franko era un amigo de la familia.
Cuando era joven, Rosdolsky fue miembro de los Círculos Drahomanov socialistas ucranianos. Fue reclutado por el ejército imperial en 1915 y editó con Roman Turiansky la revista Klyči en 1917. Fue uno de los fundadores de la Democracia Social Revolucionaria Internacional (IRSD) y estudió derecho en Praga. Durante la Primera Guerra Mundial fundó la antimilitarista "Internationale Revolutionäre Sozialistische Jugend Galiziens" (Juventud Socialista Revolucionaria Internacional de Galizia). Se convirtió en miembro del Comité Central del Partido Comunista de Galicia Oriental, en representación de su organización de emigrados entre 1921 y 1924 y en un destacado publicista de la facción Vasylkivtsi de los comunistas ucranianos. En 1925, se negó a condenar a Trotsky y su Oposición de izquierda y más tarde, a finales de la década de 1920, fue expulsado del Partido Comunista.
En 1926-1931 fue corresponsal en Viena del Instituto Marx-Engels de Moscú, buscando materiales de archivo. En ese momento, en 1927, conoció a su esposa Emily. Cuando el movimiento obrero en Austria sufrió la represión, emigró en 1934 de regreso a L'viv, donde trabajó como profesor en la universidad y publicó el periódico trotskista Žittja i slovo ( 1934-1938). Fue arrestado por la Gestapo en 1942, pero sobrevivió al internamiento durante tres años en los campos de concentración de Auschwitz, Ravensbrück y Uraniemburgo. Mientras estaba en prisión, en enero de 1943 nació su hijo Hans Georg. La familia emigró a Estados Unidos en 1947. Rosdolsky trabajó allí como académico independiente, realizando investigaciones exhaustivas en la biblioteca de Detroit. También publicó bajo seudónimos como "Roman Prokopovycz", "P.Suk.", "Tenet" y "W.S.".
Rosdolsky es conocido principalmente en el mundo de habla inglesa por su cuidadosa exégesis académica sobre los Grundrisse de Marx, The Making of Marx's Capital. La colección de ensayos anuló muchas interpretaciones anteriores de El capital. Sin embargo, publicó mucho más, especialmente sobre temas históricos. Durante su vida, mantuvo correspondencia con numerosos escritores marxistas de renombre, entre ellos Isaac Deutscher, Ernest Mandel, Paul Mattick y Karl Korsch. Mandel calificó el trabajo de Rosdolsky sobre la cuestión nacional como la única crítica marxista al propio Marx.

### Principales trabajos publicados en inglés
- 1951 "The Distribution of the Agrarian Product in Feudalism", in: Journal of Economic History (1951), pp. 247–265
- 1952 "On the nature of peasant serfdom in Central and Eastern Europe", in: Journal of Central European Affairs, Vol. 12, 1952.
- 1963 "A Revolutionary Parable on the Equality of Men", in: Archiv für Sozialgeschichte, Bd. 3 (1963), pp. 291–293.
- 1965 "Worker and Fatherland: a Note on a Passage in the Communist Manifesto". Science & Society, Vol. 29, 1965, pp. 330–337 (reprinted in Bob Jessop & Dennis Wheatley (ed.), Karl Marx's social and political thought. London: Routledge, 1999).
- 1974 "Method of Marx's Capital". New German Critique, Number 3, Fall 1974.
- 1977 The Making of Marx's Capital. London: Pluto Press, 1977.
- 1986 Engels and the `Nonhistoric' Peoples: the National Question in the Revolution of 1848. Glasgow: Critique books, 1987. First published in Critique, No.18/19, 1986.
- 1988 "A Memoir of Auschwitz and Birkenau." (Introd. John-Paul Himka). Monthly Review, Vol. 39, no. 8 (January 1988), pp. 33–38.
- 1999 Lenin and the First World War. London: Prinkipo Press, 1999.
- 2009 "The Jewish Orphanage in Cracow". In: The Online Publications Series of the Center for Urban History of East Central Europe [www.lvivcenter.org/download.php?downloadid=107], No. 4, Lviv, October 2009 (translated by Diana Rosdolsky)

### Obras publicadas en alemán
- 1937 "Karl Marx und der Polizeispitzel Bangya, en: Revista Internacional de Historia Social", vol. 2, Leyden 1937, págs. 229–245.
- 1938 "Die Geschichte der tschechisch-polnischen Beziehungen in der ersten Hälfte des 19. Jahrhunderts", en: [Prager Rundschau, Juicio 8 (1938)], págs. 114-140.
- 1948 "Das jüdische Waisenhaus en Cracovia". En: Arbeiter Zeitung, Viena, 15 de abril de 1948.
- 1954 "Die ostgalizische Dorfgemeinschaft und ihre Auflösung". En: Vierteljahrschrift für Sozial- und Wirtschaftsgeschichte . Franz Steiner Verlag, vol. 41, núm. 2, 1954, págs. 97–145.
- 1956 "Zur neueren Kritik des Marxschen Gesetzes der fallden Profitrate", en: Kyklos, 2 (1956), págs. 208-226
- 1957 Reseña de Martin Trottmann, Zur Interpretation und Kritik der Zusammenbruchstheorie von Henryk Grossmann, en: Kyklos, 3 (1957), págs. 353–355.
- 1957 "Der esoterische und der exoterische Marx. Zur kritischen Würdigung der Marxschen Lohntheorie I–III", en: Arbeit und Wirtschaft, vol. 11 (1957), n.º 11 y siguientes, págs. páginas. 348–351, 388–391, 20–24.
- 1959 Der Gebrauchswert bei Karl Marx. Eine Kritik der bisherigen Marx-Interpretation, Kyklos. Internationale Zeitschrift für Sozialwissenschaften, vol. XII 1959, Basilea, págs. 27–56.
- 1959 "Joan Robinsons Marx-Kritik", en: Arbeit und Wirtschaft, vol. 13 (1959), núm. 8 y sigs., págs. 178–183, 210–212.
- 1959 'Zur Analyse der russischen Revolution', en Die Sozialismusdebatte. Historische und aktuelle Fragen des Sozialismus, editado por Ulf Wolter, Berlín Occidental: Olle & Wolter, 1978: 203-36.ISBN 3-921241-27-8
- 1961 Die grosse Steuer- und Agrarreform Josefs II. Ein Kapitel zur österreichischen Wirtschaftsgeschichte . Varsovia: Panstwowe Wydawnictwo Naukowe, 1961.
- 1963 "Archivalische Miszellen über O. Bauer". Revista Internacional de Historia Social, vol. 8 (1963), págs. 436–446.
- 1963 "La Neue Rheinische Zeitung et les Juifs", en: Etudes de Marxologie, n.º 7 (agosto de 1963).
- 1963 "Ein neomarxistisches Lehrbuch der politischen Ökonomie", en: Kyklos. Internationale Zeitschrift für Sozialwissenschaften, vol. XVI, 1963, págs. 626–654.
- 1963 "Archivalische Miszellen über Otto Bauer". En: Revista Internacional de Historia Social, vol. 8, págs. 436–446, 1963.
- 1963 "K. Marx und ein "Privatsekretär": Th. Sanders". Revista internacional de historia social vol. 8 (1963), págs. 282–285.
- 1963 "Archivalische Miszellen über Otto Bauer". En: Revista Internacional de Historia Social, vol. 8, págs. 436–446, 1963.
- 1963 (Reseña) "Alfred Schmidt, Der Begriff der Natur in der Lehre von Marx". En: Schweizer Zeitschrift für Volkswirtschaft und Statistik, págs. 524–527, 1963.
- 1965 "Die Rolle des Zufalls und der "Grossen Männer" in der Geschichte" (1965). Kritik, Vol. 5, n.º 14, 1977, p. 67-96, Verlag Olle & Wolter, ISSN 0170-4761.
- 1966 "Die serbische Sozialdemokratie und die Stockholmer Konferenz von 1917", en: Archiv für Sozialgeschichte, vol. 6-7 (1966–67), págs. 583–597.
- 1968 "Einige Bemerkungen über die Methode des Marxschen "Kapitals" und ihre Bedeutung für die heutige Marxforschung". En: Kritik der politischen Ökonomie heute. 100 años "Kapital" . Frankfurt, Europäische Verlagsanstalt, págs. 9–21, 1968.
- 1969 "Der Streit um die polnisch-russischen Staatsgrenzen anlässlich des polnischen Aufstandes von 1863", en: Archiv für Sozialgeschichte, vol. 9 (1969), págs. 157–180.
- 1973 Studien über Revolutionäre Taktik : 2 unveröffentlichte Arbeiten über d. 2. Internacional ud österr. Democracia social. Con comentarios sobre el autor y los textos editados por Emily Rosdolsky. Berlina : Verlag für d. Estudio d. Arbeiterbewegung, 1973.
- 1976 Die Bauernabgeordneten im konstituierenden österreichischen Reichstag 1848-1849 . Presentado por Eduard März. Viena: Europaverlag, 1976.
- 1992 Untertan und Staat en Galizien : die Reformen unter Maria Theresia und Joseph II . Maguncia: Von Zabern, 1992.
- 1979 Zur nationalen Frage. Friedrich Engels und das Problem der 'geschichtslosen' Völker, Verlag Olle & Wolter, Berlín 1979,ISBN 3-921241-56-1 .

### Obra en italiano
- 2007 "La situazione rivoluzionaria in Austria nel 1918 e la politica dei socialdemocratici", en: Antonio Moscato (ed. ), Trockij e le pace necessaria: 1918, la socialdemocrazia e la tragedia rusa . Argo: 2007.

### Obra en polaco
- 1962 "Do historij "Krawego Roku" 1846". In: Kwartalnik Historyczny, pp. 403–321, 1958.
- 1962 Stosunki poddańcze w dawnej Galicji. Warsaw, Paňstwowe Wydawnictwo Naukowe, 1962.
- 1962 ""Spowied" Goslara." In: Kwartalnik Historyczny, 1962.
- 1969 "Do historij "Sojuzu vyzvolennja Ukrajny"". In: Ukrajan'kik Samostijnik, 1969 et seq. pp. 31-40, pp. 29-35, pp. 38-42, pp. 33-39; pp. 26-30; pp. 32-39.

### Obra en ucraniano
- 1927 (Pseudonym T. Prokopovych) "Fridrych Engel's pro Ukrajinu". In: Chervonyj Shliakh, pp. 161–186, 1927, Nr. 7–8.
- 1951 "Do istorii ukrains'koho livo-sotsiialistychnoho rukhu v Halychyni (Pidchasvoienni 'Drahomanivky' 1916–18 r.r.),". In: Vpered, 1951, Nr. 3–4.

### Traducción en español
- Rozdolski, Roman (1978). Génesis y estructura de El capital de Marx. Siglo XXI. ISBN 978-968-23-0096-7.

### Sobre Roman Rosdolsky
- Ernest Mandel, "Roman Rosdolsky (1898-1967)", Quatrième Internationale, 33 (abril de 1968). Traducción al inglés: "Roman Rosdolsky: un auténtico erudito marxista", Intercontinental Press (Nueva York), 6, 21: 512–514, 3 de junio de 1968. Traducción al holandés: "Wie era Roman Rosdolsky"  (obituario)
- Obituario de Emily Rosdolsky
- Janusz Radziejowski, "Roman Rosdolsky: hombre, activista y erudito", en: Ciencia y Sociedad, vol. 42 (1978), núm. 2, págs. 198–210 (proporciona detalles biográficos).
- Anson G. Rabinbach, "Roman Rosdolsky 1897-1967: una introducción". Nueva crítica alemana, núm. 3, otoño de 1974, págs. 56–61.
- Ralph Melvile 1992, 'Roman Rosdolsky (1898-1967) als Historiker Galiziens und der Habsburgermonarchie', en: Roman Rosdolsky, Untertan und Staat in Galizien. Die Reformen unter Maria Theriasia und Joseph II, Maguncia: Von Zabern: VII–XXV.
- "Sobre Roman Rosdolsky como guía para la política del Neue Rheinische Zeitung", Ciencia y Sociedad, vol. 63, núm. 2, págs. 235-241
- "Reseña de Roman Rosdolsky, Engels y los pueblos "no históricos" .
- Raya Dunayevskaya, Una crítica de Roman Rosdolsky: la metodología de Rosdolsky y la dialéctica perdida
- Paul Mattick, Roman Rosdolsky: Das symbolische Schicksal eines osteuropäischen Marxisten
- Manfred A. Turban, "La reconsideración de Roman Rosdolsky del debate marxista tradicional sobre los esquemas de reproducción sobre nuevos fundamentos metodológicos", en Koropeckyj, IS, ed. Contribuciones seleccionadas de académicos ucranianos a la economía. Serie de fuentes y documentos del Instituto de Investigación Ucraniano de Harvard . Cambridge, Mass.: Instituto de Investigación Ucraniano de Harvard distribuido por Harvard University Press, 1984, págs. 91-134.
- John Paul Himka, "La reconsideración de Roman Rosdolsky del debate marxista tradicional sobre los esquemas de reproducción sobre nuevos fundamentos metodológicos: comentarios", en Koropeckyj, IS, ed. Contribuciones seleccionadas de académicos ucranianos a la economía . Serie de fuentes y documentos del Instituto de Investigación Ucraniano de Harvard. Cambridge, Mass.: Instituto de Investigación Ucraniano de Harvard distribuido por Harvard University Press, 1984, págs. 135–47.
- João Antonio de Paula, "Roman Rosdolsky (1898-1967): um intelectual em tempos de extremos". Nueva Economía, vol. 17, n. 2, 2007.
- Anson G. Rabinbach, "Roman Rosdolsky 1897-1967: Introducción". Nueva crítica alemana, n.º 3 (otoño de 1974), págs. 56–61.